# محمد سالم السالك
محمد سالم السالك هو سياسي صحراوي، يشغل منصب وزير الشؤون الخارجية للجمهورية العربية الصحراوية الديمقراطية منذ 15 يناير 2020.